# 张孝嵩
张孝嵩（7世纪？—726年），字仲山，《旧唐书》作张嵩，唐朝南阳人（今河南省邓州市）。
开元年间，任沙州刺史，任命張孝嵩代替已逝的郭虔瓘為北庭（今新疆吉木薩爾北破城子）都護。開元三年（715年），出任監察御史，奉命出使廓州（今青海化隆西）。吐蕃與大食（阿拉伯）共同扶立阿了達為拔汗那國（今吉爾吉斯斯坦境內）國王，發兵攻打拔汗那的國王遏波。遏波逃到安西都護府，向唐軍求救。张孝嵩对吕休璟说：“不救则无以号令西域。”张孝嵩与吕休璟发旁侧戎落兵，击败吐蕃，夺得拔汉那。開元十年九月，吐蕃進攻小勃律，被北庭節度使張孝嵩所擊敗。開元十二年（724年），轉任太原尹，又出任河東節度使，封南昌陽郡公，卒於任上。有《張孝嵩集》十卷。